# Den stora semestern
Den stora semestern (franska: Les Grandes Vacances) är en fransk-italiensk komedifilm från 1967 i regi av Jean Girault.

## Rollista i urval
- Louis de Funès - Charles Bosquier
- Claude Gensac - Isabelle Bosquier
- Olivier De Funès - Gérard Bosquier
- François Leccia - Philippe Bosquier
- Ferdy Mayne - MacFarrell
- Jean St Clair - Mrs MacFarrell
- Martine Kelly - Shirley MacFarrell
- Maurice Risch - Stéphane Michonnet
- Bernard Le Coq - Jean-Christophe